# Vòng loại giải vô địch bóng đá châu Âu 2020 (Bảng D)
Bảng D của vòng loại giải vô địch bóng đá châu Âu 2020 là một trong mười bảng để quyết định đội nào sẽ vượt qua vòng loại cho vòng chung kết giải vô địch bóng đá châu Âu 2020. Bảng D bao gồm năm đội: Đan Mạch, Gruzia, Gibraltar, Cộng hòa Ireland và Thụy Sĩ, nơi các đội tuyển này sẽ thi đấu với nhau mỗi trận khác trên sân nhà và sân khách trong một thể thức trận đấu vòng tròn.
Hai đội đứng đầu sẽ vượt qua vòng loại trực tiếp cho trận chung kết. Không giống như các lần trước, các đội tham gia vòng play-off sẽ không được quyết định dựa trên kết quả từ vòng bảng vòng loại, nhưng thay vào đó dựa trên thành tích của họ trong giải vô địch bóng đá các quốc gia châu Âu 2018-19.

## Bảng xếp hạng
| VT | Đội              | ST | T | H | B | BT | BB | HS  | Đ  | Giành quyền tham dự                                   |  | Thụy Sĩ | Đan Mạch | Cộng hòa Ireland | Gruzia | Gibraltar |
| -- | ---------------- | -- | - | - | - | -- | -- | --- | -- | ----------------------------------------------------- |  | ------- | -------- | ---------------- | ------ | --------- |
| 1  | Thụy Sĩ          | 8  | 5 | 2 | 1 | 19 | 6  | +13 | 17 | Vượt qua vòng loại cho vòng chung kết                 |  | —       | 3–3      | 2–0              | 1–0    | 4–0       |
| 2  | Đan Mạch         | 8  | 4 | 4 | 0 | 23 | 6  | +17 | 16 | Vượt qua vòng loại cho vòng chung kết                 |  | 1–0     | —        | 1–1              | 5–1    | 6–0       |
| 3  | Cộng hòa Ireland | 8  | 3 | 4 | 1 | 7  | 5  | +2  | 13 | Giành quyền vào vòng play-off dựa theo Nations League |  | 1–1     | 1–1      | —                | 1–0    | 2–0       |
| 4  | Gruzia           | 8  | 2 | 2 | 4 | 7  | 11 | −4  | 8  | Giành quyền vào vòng play-off dựa theo Nations League |  | 0–2     | 0–0      | 0–0              | —      | 3–0       |
| 5  | Gibraltar        | 8  | 0 | 0 | 8 | 3  | 31 | −28 | 0  |                                                       |  | 1–6     | 0–6      | 0–1              | 2–3    | —         |

## Các trận đấu
Lịch thi đấu đã được phát hành bởi UEFA cùng ngày với lễ bốc thăm, đã được tổ chức vào ngày 2 tháng 12 năm 2018 tại Dublin. Thời gian là CET/CEST, như được liệt kê bởi UEFA (giờ địa phương, nếu khác nhau, nằm trong dấu ngoặc đơn).
| Gruzia | 0–2      | Thụy Sĩ                   |
| ------ | -------- | ------------------------- |
|        | Chi tiết | - Zuber 57' - Zakaria 80' |

| Gibraltar | 0–1      | Cộng hòa Ireland |
| --------- | -------- | ---------------- |
|           | Chi tiết | - Hendrick 49'   |

| Cộng hòa Ireland | 1–0      | Gruzia |
| ---------------- | -------- | ------ |
| - Hourihane 36'  | Chi tiết |        |

| Thụy Sĩ                                | 3–3      | Đan Mạch                                           |
| -------------------------------------- | -------- | -------------------------------------------------- |
| - Freuler 19' - Xhaka 66' - Embolo 76' | Chi tiết | - M. Jørgensen 84' - Gytkjær 88' - Dalsgaard 90+3' |

| Gruzia                                                  | 3–0      | Gibraltar |
| ------------------------------------------------------- | -------- | --------- |
| - Gvilia 30' - Papunashvili 59' - Arveladze 76' (ph.đ.) | Chi tiết |           |

| Đan Mạch       | 1–1      | Cộng hòa Ireland |
| -------------- | -------- | ---------------- |
| - Højbjerg 76' | Chi tiết | - Duffy 85'      |

| Đan Mạch                                                                   | 5–1      | Gruzia            |
| -------------------------------------------------------------------------- | -------- | ----------------- |
| - Dolberg 13', 63' - Eriksen 30' (ph.đ.) - Poulsen 73' - Braithwaite 90+3' | Chi tiết | - Lobzhanidze 25' |

| Cộng hòa Ireland                        | 2–0      | Gibraltar |
| --------------------------------------- | -------- | --------- |
| - J. Chipolina 29' (l.n.) - Brady 90+3' | Chi tiết |           |

| Gibraltar | 0–6      | Đan Mạch                                                                      |
| --------- | -------- | ----------------------------------------------------------------------------- |
|           | Chi tiết | - Skov 6' - Eriksen 34' (ph.đ.), 50' (ph.đ.) - Delaney 69' - Gytkjær 73', 78' |

| Cộng hòa Ireland | 1–1      | Thụy Sĩ     |
| ---------------- | -------- | ----------- |
| - McGoldrick 85' | Chi tiết | - Schär 74' |

| Gruzia | 0–0      | Đan Mạch |
| ------ | -------- | -------- |
|        | Chi tiết |          |

| Thụy Sĩ                                                        | 4–0      | Gibraltar |
| -------------------------------------------------------------- | -------- | --------- |
| - Zakaria 37' - Mehmedi 43' - Rodríguez 45+4' - Gavranović 87' | Chi tiết |           |

| Gruzia | 0–0      | Cộng hòa Ireland |
| ------ | -------- | ---------------- |
|        | Chi tiết |                  |

| Đan Mạch      | 1–0      | Thụy Sĩ |
| ------------- | -------- | ------- |
| - Poulsen 84' | Chi tiết |         |

| Gibraltar                         | 2–3      | Gruzia                                           |
| --------------------------------- | -------- | ------------------------------------------------ |
| - Casciaro 66' - R. Chipolina 74' | Chi tiết | - Kharaishvili 10' - Kankava 21' - Kvilitaia 84' |

| Thụy Sĩ                              | 2–0      | Cộng hòa Ireland |
| ------------------------------------ | -------- | ---------------- |
| - Seferović 16' - Duffy 90+3' (l.n.) | Chi tiết |                  |

| Đan Mạch                                                             | 6–0      | Gibraltar |
| -------------------------------------------------------------------- | -------- | --------- |
| - Skov 12', 64' - Gytkjær 47' - Braithwaite 51' - Eriksen 85', 90+4' | Chi tiết |           |

| Thụy Sĩ     | 1–0      | Gruzia |
| ----------- | -------- | ------ |
| - Itten 77' | Chi tiết |        |

| Gibraltar    | 1–6      | Thụy Sĩ                                                                |
| ------------ | -------- | ---------------------------------------------------------------------- |
| - Styche 74' | Chi tiết | - Itten 10', 84' - Vargas 50' - Fassnacht 57' - Benito 75' - Xhaka 86' |

| Cộng hòa Ireland | 1–1      | Đan Mạch          |
| ---------------- | -------- | ----------------- |
| - Doherty 85'    | Chi tiết | - Braithwaite 73' |

## Cầu thủ ghi bàn
Đã có 59 bàn thắng ghi được trong 20 trận đấu, trung bình 2.95 bàn thắng mỗi trận đấu.
5 bàn
- Christian Eriksen

4 bàn
- Christian Gytkjær

3 bàn
- Cedric Itten
- Martin Braithwaite
- Robert Skov

2 bàn
- Granit Xhaka
- Denis Zakaria
- Kasper Dolberg
- Yussuf Poulsen

1 bàn
- Robbie Brady
- Matt Doherty
- Shane Duffy
- Jeff Hendrick
- Conor Hourihane
- David McGoldrick
- Lee Casciaro
- Roy Chipolina
- Reece Styche
- Vato Arveladze
- Valerian Gvilia
- Jaba Kankava
- Giorgi Kharaishvili
- Giorgi Kvilitaia
- Saba Lobzhanidze
- Giorgi Papunashvili
- Loris Benito
- Breel Embolo
- Christian Fassnacht
- Edimilson Fernandes
- Remo Freuler
- Mario Gavranović
- Admir Mehmedi
- Ricardo Rodríguez
- Fabian Schär
- Haris Seferović
- Ruben Vargas
- Steven Zuber
- Henrik Dalsgaard
- Thomas Delaney
- Pierre-Emile Højbjerg
- Mathias Jørgensen

1 bàn phản lưới nhà
- Joseph Chipolina (trong trận gặp Cộng hòa Ireland)

## Kỷ luật
Một cầu thủ sẽ bị đình chỉ tự động trong trận đấu tiếp theo cho các hành vi phạm lỗi sau đây:
- Nhận thẻ đỏ (treo thẻ đỏ có thể được gia hạn đối với các hành vi phạm lỗi nghiêm trọng)
- Nhận ba thẻ vàng trong ba trận đấu khác nhau, cũng như sau thẻ thứ năm và bất kỳ thẻ vàng tiếp theo nào (việc treo thẻ vàng được chuyển tiếp đến vòng play-off, nhưng không phải là trận chung kết hoặc bất kỳ trận đấu quốc tế nào khác trong tương lai)

Các đình chỉ sau đây đã (hoặc sẽ) được phục vụ trong các trận đấu vòng loại:
| Đội tuyển        | Cầu thủ        | Thẻ phạt                                                                                               | Bị đình chỉ cho các trận đấu      |
| ---------------- | -------------- | --- | --------------------------------- |
| Gruzia           | Jaba Kankava   | v Ireland (26 tháng 3 năm 2019) · v Gibraltar (7 tháng 6 năm 2019) · v Đan Mạch (10 tháng 6 năm 2019)  | v Đan Mạch (8 tháng 9 năm 2019)   |
| Gibraltar        | Jayce Olivero  | v Gruzia (7 tháng 6 năm 2019) · v Ireland (10 tháng 6 năm 2019) · v Đan Mạch (15 tháng 11 năm 2019)    | v Thụy Sĩ (18 tháng 11 năm 2019)  |
| Cộng hòa Ireland | Enda Stevens   | v Gibraltar (23 tháng 3 năm 2019) · v Gibraltar (10 tháng 6 năm 2019) · v Thụy Sĩ (5 tháng 9 năm 2019) | v Gruzia (12 tháng 10 năm 2019)   |
| Cộng hòa Ireland | Séamus Coleman | v Thụy Điển (15 tháng 10 năm 2019)                                                                     | v Đan Mạch (18 tháng 11 năm 2019) |